# Dáša Cortésová
Dagmar Cortésová (* 13. srpna 1947 Praha) je česká zpěvačka a dcera českého herce a zpěváka Rudolfa Cortése, (který bývá nesprávně uváděn i jako Cortéz).

## Ze života
Narodila se jako první dítě Rudolfa a matky Dagmar. V sedmnácti letech vystupovala společně s otcem na silvestra v Československé televizi. Po maturitě zde krátkou dobu pracovala. Později se svým otcem vystupovala v SSSR a v Mongolsku. Při druhé koncertní šňůře v Sovětském svazu zde také, mimo jiné, vystupovali společně s Milanem Chladilem a slovenskou zpěvačkou Gabrielou Hermelyovou. Spolu s otcem také vystupovali s Ljubou Hermanovou. V roce 1965 se poprvé seznámila s Václavem Rezkem, který se později stal jejím druhým manželem. Spolu vytvořili v roce 1976 komickou dvojici Duo Ric (Rezek i Cortésová), s kterou vystupovali a vystupují kromě jiného i v těchto zemích: Polsku, Německu (vystupovali jak v NDR, tak i v SRN), Francii, Rakousku a v Švýcarsku. Společně s otcem také nazpívala pár duetů pro Československou televizi.